# Inkräktaren från skyn
Inkräktaren från skyn är en roman av Stephen Coonts som gavs ut 1986. Boken handlar om piloten Jake ”Cool Hand” Grafton som tjänstgör som stridsflygare ombord på hangarfartyget USS Shiloh under Vietnamkriget.

## Handling
Under ett uppdrag över Nordvietnam träffas Graftons navigatör Morgan ”Morg” McPherson av en kula i halsen. Grafton försöker stoppa blödningen med ena handen samtidigt som han flyger sin Grumman A-6 Intruder tillbaka till Shiloh, men när han kommer fram är Morg redan död.
Grafton tar Morgans död hårt och börjar tvivla på att de uppdrag som de flyger natt efter natt är värda de risker som de innebär. Samtidigt vill han hämnas Morgans död och börjar planera ett eget uppdrag. Hans plan är att göra slut på kriget genom att bomba Vietnams nationalförsamling och därigenom slå ut landets politiska ledning.
Graftons chef, kommendör Frank Camparelli, noterar hans grubblerier och skickar honom på permission tillsammans med hans nye navigatör, veteranen Virgil ”Tiger” Cole. De reser till Hongkong där Grafton träffar Callie Troy som är änka efter att hennes man dödats över Nordvietnam. De fattar tycke för varandra vilket delvis ger Grafton livslusten tillbaka. När Grafton och Cole återvänt från permissionen anförtror Grafton sin plan för Cole som till en början avvisar den och säger åt Grafton att glömma hela idén. De tilldelas det mycket farliga uppdraget att med Shrike-robotar anfalla och slå ut vietnamesiska luftvärnsställningar. När ett flygplan med två av deras kamrater blir nedskjutet och flygplansvraket visas upp i vietnamesisk TV ändrar sig Cole och börjar tillsammans med Grafton att planera deras eget uppdrag mot Nordvietnam.
Till en början har de svårt att lokalisera nationalförsamlingens hus, men när de kommer på att divisionens underrättelseassistent Abe Steiger är koprofil använder de sig av det för att pressa honom på underrättelsematerial. När de en natt får order om att bomba en kraftstation utanför Hanoi sätter de sin plan i verket. Först slår de ut kraftstationen med två Mark 83-bomber och flyger sedan in över Hanoi med åtta bomber kvar under vingarna. Den första inflygningen misslyckas när attackdatorn som styr bombsiktet går sönder, men de gör ett nytt anfall genom den allt intensivare luftvärnselden och släpper bomberna manuellt.
Grafton och Cole återvänder oskadda till hangarfartyget, men det blir snart uppenbart för deras överordnade att de har varit någonstans de inte borde ha varit. Deras flygplan bär tydliga spår av kraftig luftvärnseld trots att inga luftvärnsställningar har rapporterats i närheten av deras verkliga mål. Camparelli frågar ut Steiger om varför underrättelserna inte stämmer varvid Steiger bryter ihop och erkänner att han gett Grafton och Cole information om ett annat mål.
Grafton och Cole ställs inför krigsrätt, men åtalet läggs ner av politiska skäl när president Nixon beordrar operationen Linebacker II med massiva flygbombningar mot alla militära mål i Nordvietnam. Grafton och Cole återgår i tjänst och deltar i Linebacker II där de blir nedskjutna. Båda lyckas rädda sig med fallskärn, men Cole skadar sig allvarligt vid landningen.

## Flygplan som förekommer i boken
- Grumman A-6 Intruder – Det attackflygplan som Grafton flyger.
- Mikojan-Gurevitj MiG-19 – Rysktillverkat jaktflygplan som anfaller Grafton och Cole under ett uppdrag. Cole skjuter ner flygplanet med en Shrike-robot.
- Douglas A-1 Skyraider – Propellerdrivet attackflygplan som anfaller de vietnamesiska trupper som jagar Grafton och Cole i djungeln efter att de blivit nedskjutna.
- HH-3E Jolly Green Giant – Räddningshelikopter som plockar upp Grafton och Cole i slutet av boken.

## Övrigt
Inkräktaren från skyn har filmatiserats med Brad Johnson och Willem Dafoe i huvudrollerna.